# Prússia Real

Bandeira da Prússia Real

Prússia Real (polonês Prusy Królewskie, alemão Königlich-Preußen) foi uma província situada no atual território da Polônia, formada pela porção oeste das terras da Ordem teutónica no seguimento  da Guerra dos Treze Anos ou "Guerra das Cidades". 
A guerra dos Treze Anos (1454-1466) teve início quando a Confederação Prussiana, uma coligação de cidades amadas hanseáticas da região mais ocidental da Prússia teutónica, se rebelou contra a Ordem teutónica e recorreu à protecção do rei polaco. Os cavaleiros teutónicos foram forçados a reconhecer a soberania do rei Casimiro IV Jaguelão da Polónia no tratado da Paz de Toruń, perdendo, assim, os territórios ocidentais dos seus domínios. Esses territórios passaram a constituir a Prússia Real. Os territórios que continuaram sob a alçada da Ordem teutónica acabariam por constituir a Ducado da Prússia.

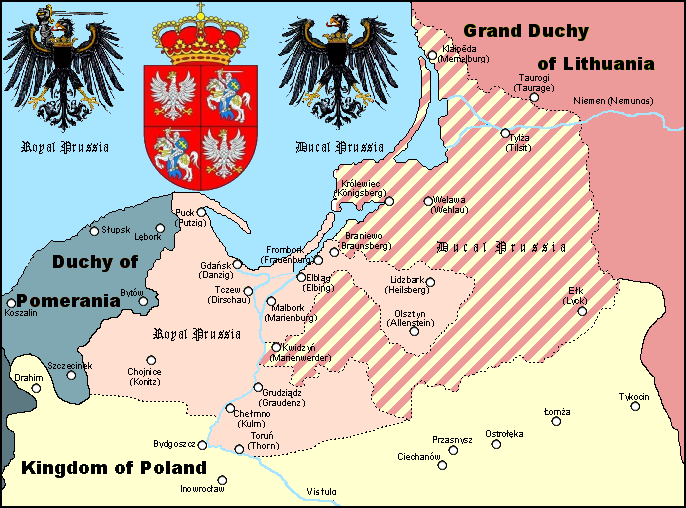
Mapa com a Ducado da Prússia e a Prússia Real.